# Xyris mertensiana
Xyris mertensiana là một loài thực vật hạt kín trong họ Hoàng đầu. Loài này được Körn. ex Malme miêu tả khoa học đầu tiên năm 1913.